# Pseudepapterus cucuhyensis
Pseudepapterus cucuhyensis är en fiskart som beskrevs av Böhlke, 1951. Pseudepapterus cucuhyensis ingår i släktet Pseudepapterus och familjen Auchenipteridae. Inga underarter finns listade i Catalogue of Life.